# Гедзира, Всеволод Иванович
Всеволод Иванович Гедзира (1919, Кишло-Замжиево, Бессарабская губерния — 1994, Украина) — организатор сельского хозяйства Украинской ССР , Герой Социалистического Труда (1971).

## Биография
Родился в 1919 году в селе Кишло-Замжиево на севере Бессарабии (ныне Днестровский район Черновицкой области) в бедной крестьянской семье. Молдаванин. Учился в агрономической школе в городе Кишинев.
В апреле 1944 года Липканской РВК Молдавской ССР призван в ряды РККА. Участник Великой Отечественной войны с июля 1944 года. Телефонист взвода управления 462-го истребительно-противотанкового артиллерийского полка 11-й отдельной истребительно-противотанковой артиллерийской бригады, участвовал в Ясско-Кишиневской операции, боевых действиях на территории Венгрии, Австрии, Чехословакии.
После демобилизации в 1948 году работал в городе Окница в сельскохозяйственном отделе райисполкома. В 1955 году пригласили на родину в Кельменецкий район на должность агронома машинно-тракторной станции. В 1964 году избран председателем колхоза села Росошаны, в 1970—1973 годах возглавлял колхоз в селе Ленковцы, в течение 1973—1980 годов — руководитель хозяйства имени Мичурина села Подворьевка, а с 1980 по 1989 годы — председатель ревизионной комиссии этого же колхоза.

## Государственная деятельность
Депутат Кельменецкой районного Совета депутатов трудящихся. Член Кельменецкого райкома КПУ. Избирался делегатом съезда Коммунистической партии Украины.

## Награды и почётные звания
- Герой Социалистического Труда (1951)
- 2 Ордена Ленина
- Орден Знак Почета
- Орден Отечественной войны 2 степени
- Медаль «За отвагу»
- Медаль «За победу над Германией»
- Медаль «За взятие Вены»
- Медаль «В ознаменование 100-летия со дня рождения Владимира Ильича Ленина»
- Почётная Грамота Президиума Верховного Совета СССР